# Team EnVyUs
Team EnVyUs (auch bekannt als Team Envy, Envy oder nV) ist eine US-amerikanische E-Sport-Organisation. Sie konnte bisher vor allem in der Spielereihe Call of Duty und Counter-Strike: Global Offensive Erfolge vorweisen. Zurzeit wird die Organisation von Mike „Hastr0“ Rufail verwaltet. EnVyUs hat aktive Spieler in den Spielen Call of Duty: WWII, Counter-Strike: Global Offensive, Overwatch, Halo 4, Gears of War, League of Legends, Rocket League und Valorant.

## Call of Duty
Im Jahr 2007 gegründet, feierte Team EnVyUs noch in Call of Duty 4: Modern Warfare mit zwei zweiten Plätzen in der Major League Gaming erste Erfolge. Erstmals auf Platz eins stand nV beim MLG Online National Championship in der Disziplin Call of Duty: Modern Warfare 2. In Call of Duty: Black Ops stand das Team wiederum bei der MLG National Championship 2011 auf dem Podest. Nach eher geringem Engagement für das Spiel Call of Duty: Modern Warfare 3 nahm nV in Call of Duty: Black Ops II wieder an Wettkämpfen teil. Bei den ersten Call of Duty Championships im Jahr 2013 erreichte Team EnVyUs den zweiten Platz und gewann 200.000 US-Dollar. Gleiches gelang nV auch im Folgejahr bei der Call of Duty Championship 2014. Nennenswerte erste Plätze feierte nV in CoD: Ghosts bei der Gfinity G3 Lan und bei der MLG Call of Duty: Ghosts League Season 3. Auch in den späteren Spielen der CoD-Serie stellt Team EnVyUs ein Lineup. Für Call of Duty: Black Ops III konnte sich nV unter anderem Patrick „ACHES“ Price und Tyler „TeePee“ Polchow verpflichten. Nachdem man zur Stage 2 in Black Ops 3 sich mit „Apathy“ und „J0hn“ verstärkte, konnte sich nV sowohl den Sieg bei den Stage 2 Playoffs sowie bei Call of Duty XP 2016 holen. Das Weltmeister Lineup blieb auch für CoD: Infinite Warfare erhalten.
Trotz Erreichen des zweiten Platzes bei der Call of Duty World League Championship 2017 verließen „JKap“, „Apathy“ und „John“ das Team am 26. August 2017. Am 4. November 2017 wurden „Huke“, „Classic“ und „Temp“ für das Call of Duty: WWII-Team mit „SlasheR“ verpflichtet.

### Aktuelles Lineup
- Austin „SlasheR“ Liddicoat
- Cuyler „Huke“ Garland
- Donovan „Temp“ Laroda
- Nicholas „Classic“ DiCostanzo

### Ehemalige Spieler
- Jordan „JKap“ Kaplan
- Bryan „Apathy“ Zhelyazkov
- Johnathon „John“ Perez
- Matt „NaDeSHoT“ Haag
- Ken „Dedo“ Dedo
- Rayb „LyaR“ Loftus
- Renato „Saints“ Forza
- Jordan „ProoFy“ Cannon
- Raymond „Rambo“ Lussier
- Jeremy „StuDyy“ Astacio
- Seth „Scump“ Abner
- Matthew „Formal“ Piper
- Joseph „MerK“ Deluca
- Anthony „NameLeSs“ Wheeler
- Renato „Saints“ Forza
- Tommy „ZooMaa“ Paparratto
- Ulysses „AquA“ Silva
- Sam „Octane“ Larew
- Daniel „Loony“ Loza
- Jevon „Goonjar“ Gooljar
- Jordan „Jurd“ Crowley

## Counter-Strike: Global Offensive
Am 1. Februar 2015 verpflichtete sich Team EnVyUs die fünf französischen Sieger des DreamHack Winters 2014. Durch den dortigen Sieg des ehemaligen Lineups von Team LDLC durfte nV an der ESL One Katowice 2015 teilnehmen und erreichte dort das Halbfinale. Obwohl das Team in der ersten Jahreshälfte 2015 allein bei Wettbewerben von Star Ladder und Gfinity London über 100.000 US-Dollar Preisgeld gewinnen konnte, entschied sich die Organisation im Juli 2015 die Spieler Richard „shox“ Papillon und Edouard „SmithZz“ Dubourdeaux im Tausch gegen Dan „apEX“ Madesclaire und Kenny „kennyS“ Schrub an Titan eSports abzugeben. Das neue Lineup feierte im August 2015 den Sieg auf den IEM X - gamescom und den Finaleinzug auf der ESL One Cologne 2015, sowie im September 2015 den Sieg von Gfinity Champion of Champions 2015. Sportlicher Höhepunkt des Jahres 2015 war für nV der Gewinn des Majors DreamHack Cluj-Napoca.
Im März 2016 verpflichtete EnVyUs Timothée „DEVIL“ Démolon von Team LDLC White. Fabien „kioShiMa“ Fiey musste das Team verlassen.
Im Oktober 2016 verließ Timothée „DEVIL“ Démolon das Team aufgrund interner Probleme und wurde durch Christophe „SIXER“ Xia ersetzt, der zuvor als Stand-In für nV gespielt hatte. Am 3. Februar 2017 musste EnVyUs den Abgang der Spieler Nathan „NBK“ Schmitt, Dan „apEX“ Madesclaire und Kenny „kennyS“ Schrub bekanntgeben. Am Folgetag präsentierte nV mit Cédric „RpK“ Guipouy, Alexandre „xms“ Forté und David „devoduvek“ Dobrosavljevic drei neue Spieler, welche Christophe „SIXER“ Xia und Vincent „Happy“ Schopenhauer komplettieren.
Im Frühjahr 2018 musste das Team öfters die Mannschaft umstellen, bis man sich im Juni 2018 dazu entschied, das gesamte Team zu entlassen. Nach der Sommerpause wurde bekannt gegeben, dass man ein neues Team rund um das ex-Splyce-Team aufbaut, womit eine Teilnahme an der ESL Pro League Season 8 gesichert war.
Im März 2019 wurden die Spieler Brad „ANDROID“ Fodor, Jacob „FugLy“ Medina und Sam „s0m“ Oh unter Vertrag genommen, wobei die Spieler Stephen „reltuC“ Cutler und Taylor „Drone“ Johnson das Team verließen.
Anfang des Jahres 2020 wurde 2 europäische Spieler unter Vertrag genommen, Michał „MICHU“ Müller und Buğra „Calyx“ Arkin, die für Brad „ANDROID“ Fodor und Jacob „FugLy“ Medina einsprangen. Als Coach wurde der deutsche Spieler Nikola „LEGIJA“ Ninic dazugeholt. Im August verließ Ryan „ryann“ Welsh Team Envy, was dazu führte, dass Nikola „LEGIJA“ Ninic von der Rolle des Coaches absah und als aktiver Spieler nun im Roster fungierte. Als Trainer-Ersatz sprang Jakub „kuben“ Gurczyński ein. Im Januar 2021 trennte man sich vom Team.

### Ehemalige Spieler
- Nikola „LEGIJA“ Ninic (Jan. 2020-Jan. 2021)
- Michał „MICHU“ Müller (Jan. 2020-Jan. 2021)
- Buğra „Calyx“ Arkin (Jan. 2020-Jan. 2021)
- Noah „Nifty“ Francis (Sept. 2018-Jan. 2021)
- Thomas „Thomas“ Utting (Sept. 2020-Jan. 2021)
- (Coach) Jakub „kuben“ Gurczyński (Aug. 2020-Jan. 2021)
- Ryan „ryann“ Welsh (Sept. 2019-Aug. 2020)
- Kaleb „moose“ Jayne (Jan. 2020-Aug. 2020)
- Brad „ANDROID“ Fodor (März 2019-Feb. 2020)
- Jacob „FugLy“ Medina (März 2019-Feb. 2020)
- Sam „s0m“ Oh (März 2019-Dez. 2019)
- Aran „Sonic“ Groesbeek (Mai 2019-Sept. 2019)
- Josh „jdm64“ Marzano (Sept. 2018-Juni 2019)
- Taylor „Drone“ Johnson (Sept. 2018-März 2019)
- Stephen „reltuC“ Cutler (Sept. 2018-März 2019)
- Kory „SEMPHIS“ Friesen (Sept. 2018-Dez. 2018)
- Richard „shox“ Papillon (Feb.–Juli 2015)
- Edouard „SmithZz“ Dubourdeaux (Feb.–Juli 2015)
- Fabien „kioShiMa“ Fiey (Feb. 2015–März 2016)
- Timothée „DEVIL“ Démolon (März 2016–Okt. 2016)
- Nathan „NBK“ Schmitt (Feb. 2015–Feb. 2017)
- Dan „apEX“ Madesclaire (Juli 2015–Feb. 2017)
- Kenny „kennyS“ Schrub (Juli 2015–Feb. 2017)
- Christophe „SIXER“ Xia (Okt. 2016-Juni 2018)
- Vincent „Happy“ Schopenhauer (Feb. 2015-Juni 2018)
- Cédric „RpK“ Guipouy (Feb. 2017-Juni 2018)
- Alexandre „xms“ Forté (Feb. 2017-Juni 2018)
- Adil „ScreaM“ Benrlitom (Feb. 2017-Juni 2018)

## League of Legends
Am 13. Mai 2016 wurde bekannt, dass Team EnVyUs den LCS Spot des gebannten Teams LA Renegades aufkaufen will. Kurze Zeit später wurde bekannt gegeben, dass der Deal ausgehandelt wurde.

### Aktuelles Lineup
| Nat.               | Name                         | Position            |
| ------------------ | ---------------------------- | ------------------- |
| Korea Sud          | Shin „Seraph“ Woo-yeong      | Top Lane            |
| Korea Sud          | Nam „lira“ Tae-yoo           | Jungle              |
| Korea Sud          | Noh „Ninja“ Geon-woo         | Mid Lane            |
| Vereinigte Staaten | Apollo „Apollo“ Price        | AD-Carry            |
| Vereinigte Staaten | Surgent „Hakuho“ Nickolas    | Support             |
| Korea Sud          | Kim „Procxin“ Seyoung        | Jungle Substitute   |
| Russland           | Alexey „Alex Ich“ Ichetovkin | Mid Lane Substitute |
| Vereinigte Staaten | Zach „Nientonsoh“ Malhas     | AD-Carry Substitute |

## StarCraft II
Mit Kim „viOLet“ Dong-hwan nahm EnVyUs am 12. Februar 2015 einen erfolgreichen südkoreanischen StarCraft-II-Spieler unter Vertrag. Im Mai 2016 wurde zudem Choi „Polt“ Sung-hoon verpflichtet.

## Smite

### Roster im Oktober 2015
- David „Allied“ Hance
- Riley „Incon“ Unzelman
- Kurt „Weak3n“ Schray
- Jarod „CycloneSpin“ Nguyen
- Ismael „KikiSoCheeky“ Torres